# دکتر دولیتل (فیلم ۱۹۹۸)
دکتر دولیتل (انگلیسی: Dr. Dolittle) فیلمی کمدی به کارگردانی بتی توماس و نویسندگی هیو لوفتینگ، نات مالدین و لری لوین و بازی ادی مورفی محصول سال ۱۹۹۰ میلادی است.